# Ängrabrännans naturreservat
Ängrabrännans naturreservat är ett naturreservat i Ljusdals kommun i Gävleborgs län.
Området är naturskyddat sedan 2022 och är 463 hektar stort. Reservatet ligger sydost om Kårböle söder om Ljusnan och består av barrskog och gamla tallar i ett område som drabbades av Enskogsbranden 2018. 